# James W. Downing
James Willis Downing (22 tháng 8 năm 1913 – 13 tháng 2 năm 2018) là một trung úy trong Hải quân Hoa Kỳ. Ông nghỉ hưu năm 1956 sau 24 năm phục vụ, trong đó ông từng là chỉ huy của USS Patapsco. Ông là người cao tuổi thứ hai còn sống sót sau vụ Trân Châu cảng cho đến khi ông qua đời. Sau đó ông đã viết 1 cuốn sách về vụ tấn công này.

## Bối cảnh
Downing được sinh ra ở Oak Grove, Missouri. Vào thời điểm tốt nghiệp trung học, Mỹ đang ở trong cuộc Đại khủng hoảng. Công việc đã khan hiếm, vì vậy Downing gia nhập Hải quân vào tháng 9 năm 1932. Ông bắt đầu phục vụ tại Quân Cảng Long Beach, California, cảng cho hầu hết các hạm đội hải quân Thái Bình Dương. Ông trở thành sĩ quan và trưởng phòng bưu điện trên tàu USS West Virginia.

## Sự nghiệp

### Trận Trân Châu cảng
Vào sáng ngày 7 tháng 12 năm 1941, Downing và người vợ mới của ông là Morena đang ở cùng với những người bạn cùng tàu ở Honolulu. Đài phát thanh đã công bố một cuộc tấn công vào cảng hải quân Trân Châu Cảng, và các thủy thủ đổ xô đến cảng.

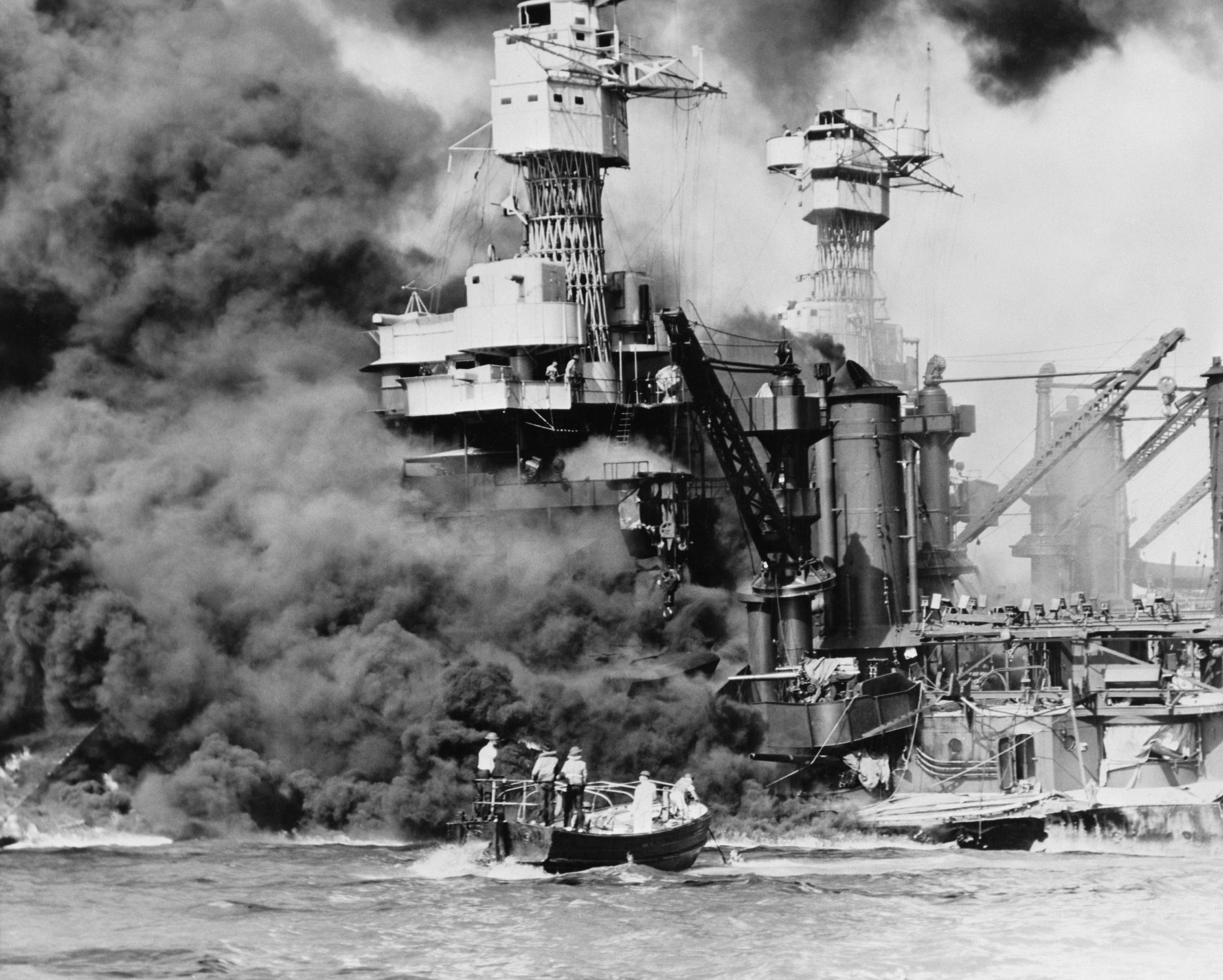
West Virginia bị chìm một phần và bốc cháy trong cuộc tấn công vào Trân Châu Cảng

Vào thời điểm Downing ở West Virginia, các máy bay ném bom của Nhật đã nhắm vào nó với chín quả ngư lôi. Neo đậu ở độ sâu nước nông chỉ có 40 foot (12 m), con tàu đã không hoàn toàn chìm, và sàn tàu bị cháy. Downing hỗ trợ các thủy thủ bị thương và sử dụng một vòi nước từ USS Tennessee để giữ cho đạn dược trên tàu không bị nổ tung.
Downing cố gắng ghi nhớ những thẻ bài quân nhân của những người bị giết, và sau đó đến thăm những người bị thương tại bệnh viện hải quân. Ông ghi lại tên của những người bị thương và bị thương nặng trong một cuốn sổ, cùng với những thông điệp mà họ muốn truyền đạt. Với tư cách là trưởng phòng bưu điện, Downing có quyền truy cập vào địa chỉ nhà của những người này, và sau đó ông đã viết ghi chú cho mỗi gia đình, giải thích những gì đã xảy ra với người thân và tình trạng hiện tại của họ.

### Sự nghiệp hải quân sau đó
Downing tiếp tục là một cố vấn cho hạm đội Brazil ở Rio de Janeiro, phục vụ trên tàu USS Nespelen, và là một trợ lý giáo sư khoa học hải quân tại Kings Point.

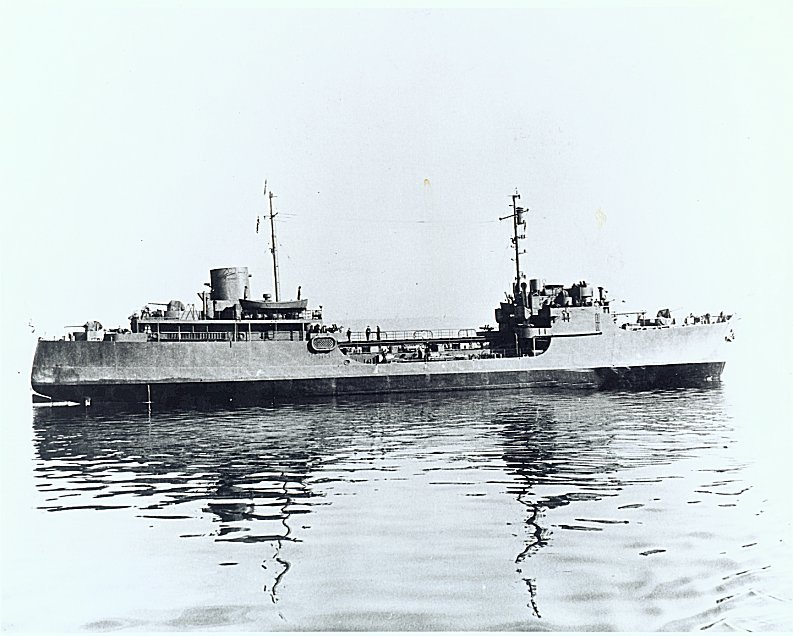
Tàu chở dầu, Downing chỉ huy vào giữa những năm 1950

Ông cũng được bổ nhiệm làm sĩ quan chỉ huy của USS Patapsco, từng là một tàu tiếp tế trong Chiến tranh Triều Tiên. Downing được giao thêm nhiệm vụ làm tuyên úy tàu. Năm 1954, ông và các thủy thủ của ông đã tiếp xúc với mức độ bức xạ rất cao từ Castle Bravo, một phần của loạt thử nghiệm hạt nhân tại đảo san hô Bikini.

### Sau sự nghiệp Hải quân
Trước Trân Châu Cảng, Downing kết bạn với Dawson Trotman, một người truyền bá Phúc Âm, người mà sau đó đã thành lập The Navigators. Trotman đã chết cùng năm mà Downing nghỉ hưu ở Hải quân, và Downings chuyển đến Colorado Springs, Colorado, tiếp quản Glen Eyrie. Downing là phó chủ tịch, chủ tịch hội đồng quản trị và giám đốc của các mục sư ở châu Âu, Trung Đông và châu Phi. Ông nghỉ hưu vào năm 1983.

## Cuộc sống cá nhân
Trong khi phục vụ cùng nhau, Dawson Trotman khuyến khích Downing cưới Morena Mae Holmes, một người gốc Arkansas vừa tốt nghiệp Đại học Biola ở Los Angeles. Họ cưới nhau vào tháng 7 năm 1941 ở Honolulu. Vào ngày Giáng sinh năm 1941, Morena trở về đất liền và không gặp lại chồng mình cho đến khi họ chuyển đến Washington, D.C. vào năm 1943. Họ từng có quản lý The Navigators và ở lại Colorado Springs sau khi nghỉ hưu. Họ có bảy đứa con. Morena qua đời vào ngày 9 tháng 2 năm 2010, ở tuổi 93. Downing qua đời vào ngày 13 tháng 2 năm 2018, ở tuổi 104.

## Xuất bản sách
Vào năm 2016, Downing đã viết một cuốn tự truyện, có tiêu đề The Other Side of Infamy: My Journey through Pearl Harbor and the World of War. Cuốn sách chi tiết sự nghiệp quân sự của ông, Trân Châu Cảng, và cách mọi người tin tưởng chịu đựng những thời điểm khó khăn. Viết ở tuổi 102, Downing được vinh danh bởi kỷ lục Guinness thế giới là "tác giả già nhất còn sống". Sau khi ông qua đời danh hiệu của ông chuyển sang "tác giả già nhất từng có".